# Brian Mansilla
Brian Mansilla, né le 14 mai 2002 à Dolores en Uruguay, est un footballeur uruguayen qui évolue au poste d'ailier gauche au FC Arouca.

## Biographie

### CA Peñarol
Né à Dolores en Uruguay, Brian Mansilla est formé par l'un des clubs de la capitale uruguayenne, le CA Peñarol. Il fait partie de l'équipe des moins de 20 ans du club qui remporte la Copa Libertadores des moins de 20 ans en 2022,.
Mansilla débute en professionnel avec ce club le 2 avril 2022, lors d'un match de championnat face au CA Rentistas. Il entre en jeu et les deux équipes se neutralisent (0-0 score final). Le 6 avril 2022 il joue son premier match en Copa Libertadores, face au Colón de Santa Fe. Il se fait remarquer en délivrant une passe décisive mais son équipe est tout de même battue (2-1 score final).
Il marque son premier but en professionnel le 15 septembre 2022, lors d'une rencontre de championnat face au Liverpool Fútbol Club. Entré en cours de jeu, il donne la victoire à son équipe en étant l'unique buteur de la rencontre.

### Defensor SC
En janvier 2024, Brian Mansilla est prêté au Defensor SC jusqu'à la fin de l'année 2024.
Mansilla inscrit son premier but pour le Defensor SC lors d'une rencontre de Copa Libertadores face aux vénézuéliens du Academia Puerto Cabello le 14 février 2024. Il marque le but vainqueur (1-0) avant que les deux équipes ne se départagent aux tirs au but,.

## Palmarès
Il remporte la Coupe d'Uruguay en 2023 et 2024 avec le Defensor SC.